# Takuya Satō (regista)
Takuya Satō (佐藤 卓哉?, Satō Takuya; ...) è uno sceneggiatore e regista giapponese di anime.

## Lavori
- Street Fighter II V (1995) (assistente alla regia)
- Harimogu Harry (1996) (storyboard, regista)
- NieA 7 (2000) (regista, sceneggiatore)
- Princess Tutu (2002–2003) (sceneggiatore episodi 6, 11)
- The Twelve Kingdoms (2002–2003) (storyboard episodi 9, 19, 32)
- Midori Days (2004) (sceneggiatore episodi 2, 6, storyboard episodio 12)
- Strawberry Marshmallow (2005) (regista, composizione della serie)
- Fate/stay night (2006) (composizione della serie)
- Seitokai no ichizon (2009) (regista)
- Shōjotachi wa kōya o mezasu (2016) (regista)
- Fune o amu (2016) (sceneggiatore)
- Kimi no hikari ~Asagao to Kase-san.~ (2017) (regista)
- RErideD: Koku koe no derrida (2018) (regista)
- Fragtime (2019) (regista)